# 마샤 블랙번
메리 마샤 블랙번(Mary Marsha Blackburn, 1952년 6월 6일 ~ )는 미국의 정치인이다.

## 학력
- 미시시피 주립 대학교 이학사

## 경력
- 1995.02 ~ 1997.06 테네시주 영화음악오락위원회 이사
- 1999.01 ~ 2003.01 제101·102대 테네시 제23선거구 상원의원
- 2003.01 ~ 2019.01 제108·109·110·111·112·113·114·115대 미국 테네시주 제7선거구 연방하원의원
- 2019.01 ~ 제116~대 미국 테네시주 연방상원의원

## 역대 선거 결과
| 선거명      | 직책명                      | 대수  | 정당   | 득표율  | 득표수      | 결과 | 당락                   |
| ----------- | --------------------------- | ----- | ------ | ------- | ----------- | ---- | ---------------------- |
| 1992년 선거 | 하원의원 (테네시 제6선거구) | 103대 | 공화당 | 40.62%  | 86,289표    | 2위  | 낙선                   |
| 1998년 선거 | 상원의원 (테네시 제23부)    | 101대 | 공화당 | 66.77%  | 26,138표    | 1위  | 뉴햄프셔 주의원 당선   |
| 2002년 선거 | 하원의원 (테네시 제7선거구) | 108대 | 공화당 | 70.73%  | 138,314표   | 1위  | 테네시주 하원의원 당선 |
| 2004년 선거 | 하원의원 (테네시 제7선거구) | 109대 | 공화당 | 100.00% | 232,404표   | 1위  | 테네시주 하원의원 당선 |
| 2006년 선거 | 하원의원 (테네시 제7선거구) | 110대 | 공화당 | 66.05%  | 152,288표   | 1위  | 테네시주 하원의원 당선 |
| 2008년 선거 | 하원의원 (테네시 제7선거구) | 111대 | 공화당 | 68.59%  | 217,157표   | 1위  | 테네시주 하원의원 당선 |
| 2010년 선거 | 하원의원 (테네시 제7선거구) | 112대 | 공화당 | 72.37%  | 158,916표   | 1위  | 테네시주 하원의원 당선 |
| 2012년 선거 | 하원의원 (테네시 제7선거구) | 113대 | 공화당 | 71.02%  | 182,730표   | 1위  | 테네시주 하원의원 당선 |
| 2014년 선거 | 하원의원 (테네시 제7선거구) | 114대 | 공화당 | 70.00%  | 110,534표   | 1위  | 테네시주 하원의원 당선 |
| 2016년 선거 | 하원의원 (테네시 제7선거구) | 115대 | 공화당 | 72.22%  | 200,407표   | 1위  | 테네시주 하원의원 당선 |
| 2018년 선거 | 상원의원 (테네시 제1부)     | 116대 | 공화당 | 54.71%  | 1,227,483표 | 1위  | 테네시주 상원의원 당선 |
| 2024년 선거 | 상원의원 (테네시 제1부)     | 119대 | 공화당 | 63.80%  | 1,918,743표 | 1위  | 테네시주 상원의원 당선 |

## 참고 자료
- 위키미디어 공용에 마샤 블랙번 관련 미디어 분류가 있습니다.